# كأس الدوري البرتغالي
كأس الدوري البرتغالي أو كأس أليانز لأسباب الرعاية، هي بطولة كرة قدم برتغالية بدأت في سنة 2007. يشارك في البطولة الأندية المحترفة فقط حيث تلعب بدور أول إقصائي و بعدها يقصم 16 فريق إلى أربع مجموعات كل مجموعة تضم أربع فرق يتأهل متصدر كل مجموعة إلى دور النصف النهائي . الفائز بالبطولة يتأهل للمشاركة في بطولة دوري أوروبا.